# Stegeren
Stegeren (52° 31′ N, 6° 31′ L) é uma vila dos Países Baixos, na província de Overijssel. Stegeren pertence ao município de Ommen, e está situada a 21 km, a norte de Almelo.
A área de Stegeren, que também inclui as partes periféricas da cidade, bem como a zona rural circundante, tem uma população estimada em 170 habitantes.